# Stary Ratusz w Ratyzbonie
Stary Ratusz w Ratyzbonie (niem. Altes Rathaus) – budynek w Ratyzbonie, położony w najstarszej części miasta, pod adresem Rathausplatz 1.
Najstarszą częścią budynku jest wieża o wysokości 55 metrów. Została ona zbudowana w roku 1260. Główna część ratusza zbudowana została na przełomie XIV i XV wieku. Detale ratusza projektował Aleksander Lesser.
Obiekt jest gotycki, skrzydło zachodnie jest koloru żółtego.
Skrzydło wschodnie obiektu jest barokowe i ukończone w 1723 roku.
Nieustający Sejm Świętego Cesarstwa Rzymskiego obradował przez 140 lat w sali rzeszy ratusza.

## Galeria

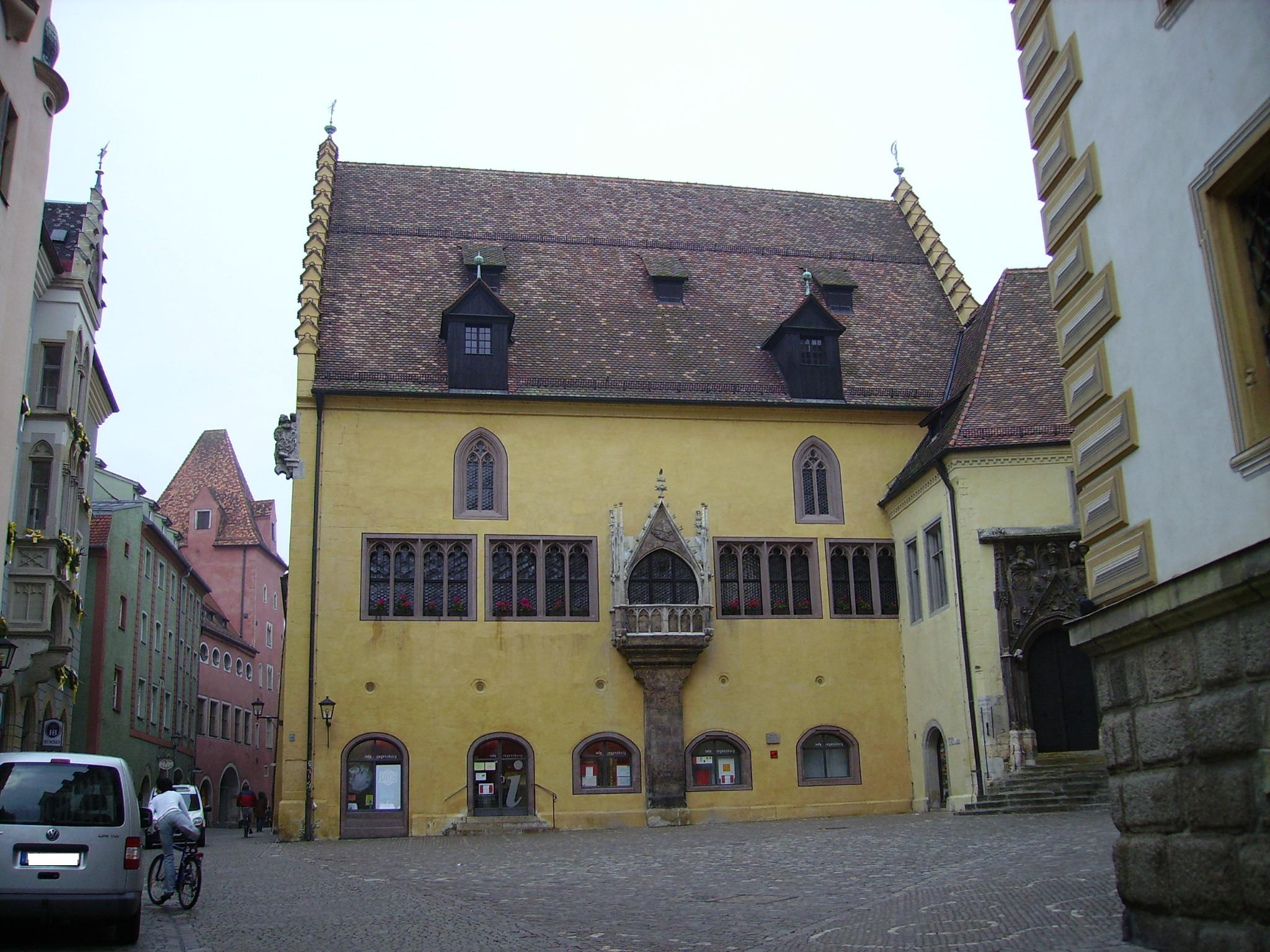
Skrzydło zachodnie
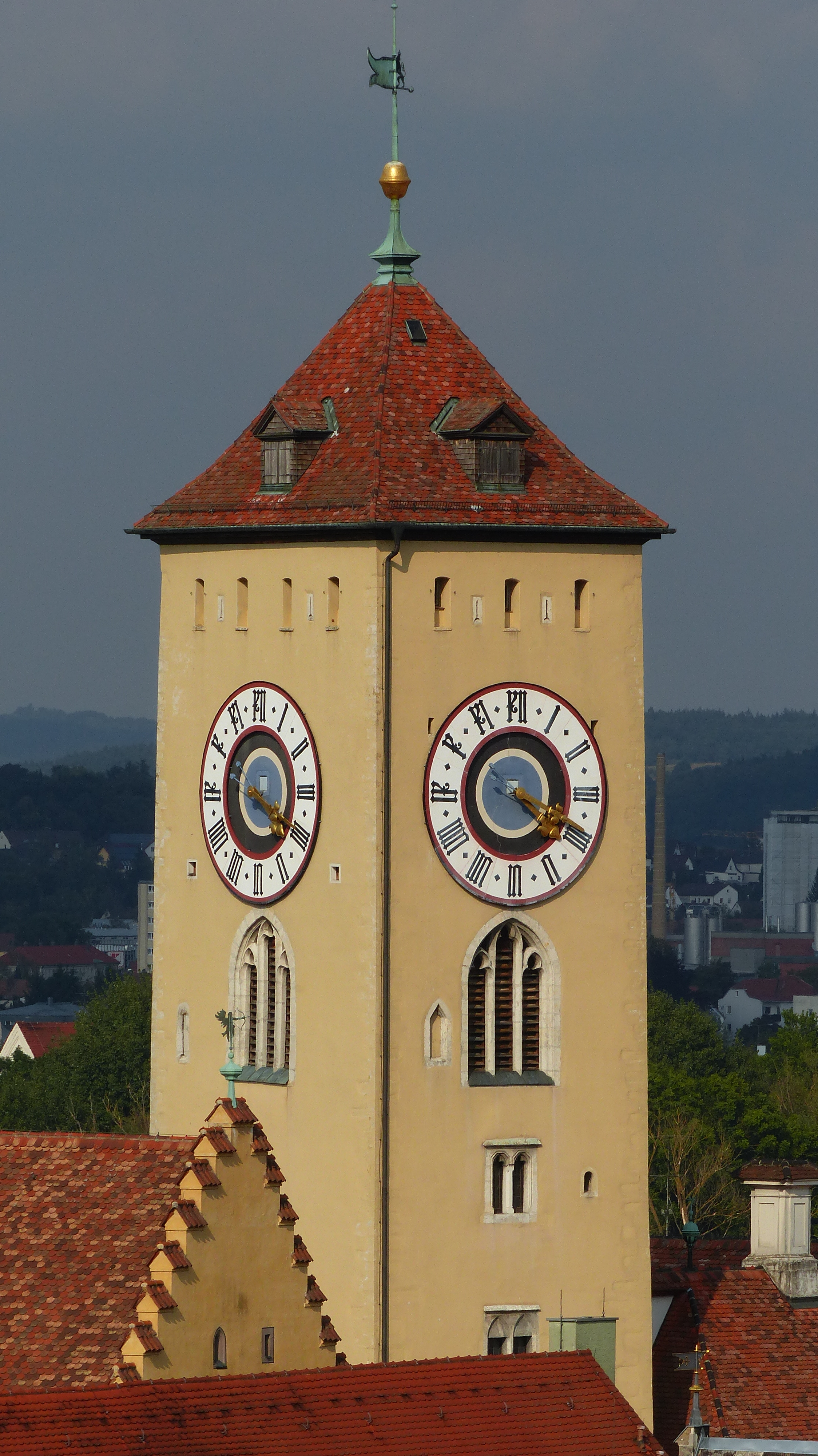
Wieża
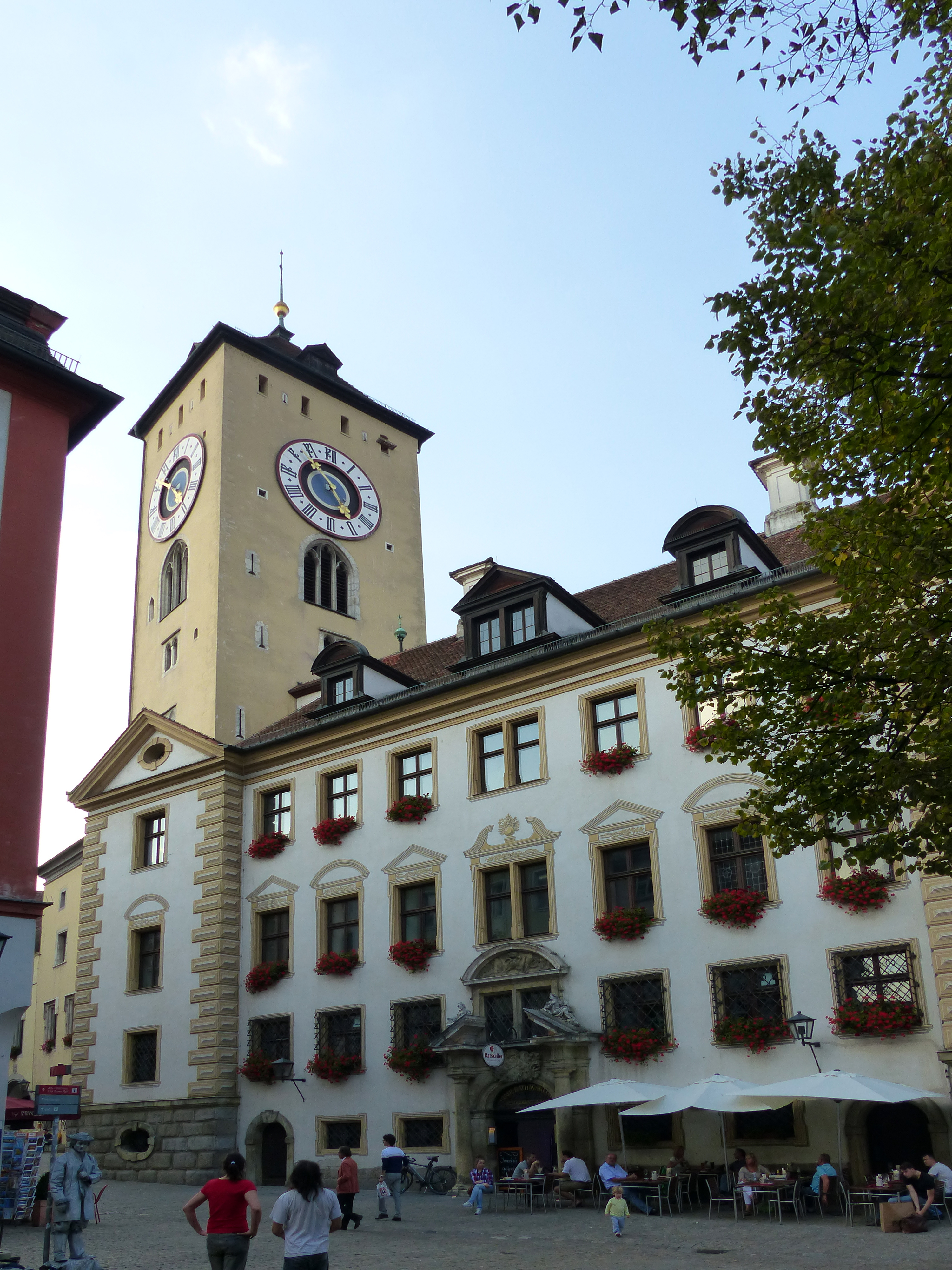
Skrzydło wschodnie